# 镇江白前
镇江白前（学名：Cynanchum sublanceolatum）是夹竹桃科鹅绒藤属的植物。分布在日本以及中国大陆的江苏等地，常生于山地林下，目前尚未由人工引种栽培。